# Hans-Jürgen Hinrichs
Hans-Jürgen Hinrichs (* 21. Januar 1933 in Rodenwalde; † 16. Dezember 2015 in Traunstein) war ein deutscher Handballspieler und Sportfunktionär.

## Leben
Hans-Jürgen Hinrichs wuchs in Mecklenburg auf und übersiedelte 1953 in die Bundesrepublik. Er studierte bis 1957 Volkswirtschaftslehre in Marburg und Kiel. Seit 1958 arbeitete er für die Volkswagen AG und repräsentierte das Unternehmen in Mexiko und den Vereinigten Staaten. 1976 wechselte Hinrichs zu Daimler-Benz AG und war Vice President von Daimler-Benz USA. 1981 wurde er stv. Mitglied des Vorstands und 1983 ordentliches Vorstandsmitglied der Daimler-Benz AG. 1988 ging er in den vorzeitigen Ruhestand, blieb aber beratend tätig. In anderen Unternehmen (Gerling-Versicherungsgruppe, Carl Zeiss) war er Mitglied des Aufsichtsrats.
Hinrichs war verheiratet und Vater von drei Kindern. Er starb am 16. Dezember 2015 im Alter von 82 Jahren.

### Sportliche Aktivitäten
Seine sportliche Karriere begann Hinrichs als Leichtathlet. 1954 gehörte er dem Kader der bundesdeutschen Leichtathletiknationalmannschaft an. Im selben Jahr war er Deutscher Juniorenmeister im Hochsprung. Als Handballtorwart war er unter anderem für den SC Empor Rostock (heute HC Empor Rostock), den THW Kiel, mit dem er 1957 Deutscher Meister wurde, und den VfL Wolfsburg im Einsatz. Als Torwart der deutschen Handballnationalmannschaft hatte er 26 Einsätze zwischen 1955 und 1962. Mit der gemeinsamen deutschen Mannschaft von DHV und DHB nahm er an der Handball-WM 1958 in der DDR (3. Platz) und an der WM 1961 in der Bundesrepublik Deutschland (4. Platz) teil.
Bei der Handball-WM 1964 in der ČSSR stand der zu dieser Zeit für VW in den Vereinigten Staaten Tätige für die amerikanische Nationalmannschaft im Tor. Das Team schied allerdings bereits in der Vorrunde aus und unterlag dabei sowohl der bundesdeutschen (13:24) als auch der DDR-Nationalmannschaft (9:20).
Nach dem Ende seiner sportlichen Karriere konzentrierte sich Hinrichs auf seine berufliche Laufbahn, war aber seit Mitte der 1970er Jahre auch ehrenamtlich als Sportfunktionär tätig, so von 1988 bis 1994 als stellvertretender Vorsitzender der Stiftung Deutsche Sporthilfe, als Präsidiumsmitglied des Deutschen Sportbundes und als Vorstandsmitglied des Bundesausschusses Leistungssport.
Im Oktober 1989 wurde er als Nachfolger Bernhard Thieles zum Präsidenten des Deutschen Handballbunds gewählt. Im Mai 1993 trat er von diesem Amt zurück. Sein Daimler-Benz-Kollege Bernd Steinhauser, den Hinrichs zum DHB geholt und als Vizepräsidenten durchgesetzt hatte, wurde sein Nachfolger.
Im November 1991 wurde Hinrichs zum Vizepräsidenten der neu gegründeten EHF gewählt. Das Amt übte er bis Ende der 1990er Jahre aus.